# 알바루 4세
알바로 4세(Álvaro IV, 본명(本名)은 은징가 아 응퀴우 야 알바로 아폰소(Nzinga a Nkuwu ya Álvaro Afonso), 1604년 ~ 1636년 2월 25일)는 17세기 콩고 왕국 군왕 겸 로앙고 군주국 군왕이었다.

## 생애
그는 알바로 2세 군왕 이복 서제 알바로 음판주 공의 슬하 3남 1녀 가운데 적삼남(嫡三男)이자 셋째로 출생하였으며 1614년 8월 9일, 이복 백부 알바로 2세의 붕어와 사촌 형 베르나르도 2세가 콩고 왕국 군왕 겸 로앙고 군주국 군왕 보위 즉위를 목도하였으며 이듬해 1615년 8월 24일, 사촌 형 베르나르도 2세가 향년 36세로 붕어한 이후 사촌 형 베르나르도 대행군왕보다 네 살 아래였던 아버지 알바로 음판주 공이 32세 나이로 콩고 왕국 군왕 겸 로앙고 군주국 군왕 보위에 즉위하는 것과 아울러 이복 서숙부 피에르 페드로 아폰소 공이 부왕 알바로 3세에게 후계공으로 책립되는 것을 목도하였다.
그로부터 7년 후 1622년 5월 4일, 이복 서숙부 알바로 3세 군왕이 향년 39세로 붕어하자 부왕(父王)의 보위를 이어 배다른 서숙부 피에르 페드로 아폰소 공이 50세 나이로 콩고 왕국 군왕 겸 로왕고 군주국 군왕에 즉위하는 것을 목도하였고 이후 1624년 4월 27일을 기하여 배다른 서숙부 페드로 2세가 향년 52세로 붕어하자 보위에 즉위한 열네 살 위 사촌 형 가르시아 1세로부터 후계공에 책립된 이복 형 암브로시오 공이 1626년 3월 7일을 기하여 콩고 왕국 군왕 겸 로앙고 군주국 군왕 보위에 즉위하자 그 해에 왕태제 책봉되었으며 1630년부터는 이복 서형 암브로시오 1세의 재가를 받아 대리청정을 수행하였고 이듬해 1631년 3월 24일, 이복 서형 암브로시오 1세가 향년 31세로 붕어하자 그의 보위를 이어 콩고 왕국 군왕 겸 로앙고 군주국 군왕에 즉위하였다.
그러나 그의 5년 치세 와중에 적자(嫡子)와 서녀(庶女)가 모두 어린 나이에 병사하는 등 후계자 책봉 등에 차질을 유발하며 왕위계승자 공석 사태에 휘말리던 가운데 1636년 2월 25일, 당시 23세의 5촌 조카 음판주 아 니미 야 데 알바로(Mpanzu a Nimi ya De Álvaro) 공이 일으킨 연합 왕실 궁정 쿠데타로 인하여 시해되었고 음판주 아 니미 야 데 알바로 공이 보위를 찬탈하여 알바로 5세 콩고 왕국 군왕 겸 로앙고 군주국 군왕으로 즉위하였다.

## 사후
그러나 보위를 찬탈하여 왕위를 얻은 군왕 알바로 5세 또한 즉위한지 6개월이 지난 1636년 8월 27일에 갑자기 향년 23세로 붕어(사망)하였다.

## 같이 보기
- 콩고 왕국